# 不可壓縮流
在連續介質力學裏，不可壓縮流（英語：incompressible flow）是流速的散度等於零的流動，更精確地稱為等容流。這理想流動可以用來簡化理論分析。實際而言，所有的物質多多少少都是可壓縮的。「等容」這一術語指的是流動性質，不是物質性質；是說在某種狀況，一個可壓縮流體會有不可壓縮流的動作。由於做了不可壓縮這假設，物質流動的主導方程式能夠極大地簡化。
不可壓縮流遵守以下方程式：
{\displaystyle \nabla \cdot \mathbf {u} =0\,\!} ；
其中，{\displaystyle \mathbf {u} \,\!} 是物質流動的速度。
根據連續方程式，
{\displaystyle {\frac {\partial {\rho }}{\partial {t}}}+\nabla \cdot (\rho \mathbf {u} )=0\,\!} ；
其中，{\displaystyle \rho \,\!} 是物質密度。
以隨體導數(material derivative)表達，
{\displaystyle {\frac {D\rho }{Dt}}\ {\stackrel {def}{=}}\ {\frac {\partial {\rho }}{\partial {t}}}+(\nabla \rho )\cdot \mathbf {u} =-\rho (\nabla \cdot \mathbf {u} )\,\!} 。
由於 {\displaystyle \rho >0\,\!} ，一個流動是不可壓縮流，若且唯若
{\displaystyle {\frac {D\rho }{Dt}}=0\,\!} 。
也就是說，隨著物質元素的移動，質量密度是常數。

## 與壓縮因子的關係
在某些學術領域，一個流動的不可壓縮性質的度量，是由壓強的變化而造成的密度改變給出。這最好以壓縮因子 {\displaystyle Z\,\!} 表達：
{\displaystyle Z={\frac {1}{\rho }}{\frac {d\rho }{dp}}\,\!} ；
其中，{\displaystyle p\,\!} 是壓強。
假若壓縮因子足夠微小，則視此流動為不可壓縮流。

## 與螺線向量場的關係
一個不可壓縮流的速度場 {\displaystyle \mathbf {u} \,\!} 是螺線向量場，又稱零散度場，其速度的散度等於零。不可壓縮流的速度場 {\displaystyle \mathbf {u} \,\!} 可以表示為一向量勢 {\displaystyle \mathbf {A} \,\!} 的旋度：
{\displaystyle \mathbf {u} =\nabla \times \mathbf {A} \,\!} 。
假設，這不可壓縮流的速度的旋度也等於零，則其速度場也是無旋場。對於這狀況 {\displaystyle \mathbf {u} \,\!} 是一個拉普拉斯向量場(Laplacian vector field)，可以表示為一純量勢 {\displaystyle \phi \,\!} 的梯度：
{\displaystyle \mathbf {u} =\nabla \phi \,\!} 。
這純量勢 {\displaystyle \phi \,\!} 滿足拉普拉斯方程式：
{\displaystyle \nabla ^{2}\phi =0\,\!} 。

## 不可壓縮物質
不可壓縮物質定義為，在任何位置 {\displaystyle \mathbf {r} \,\!} 與時間，密度恆定的物質。以方程式表達，
{\displaystyle \rho (\mathbf {r} ,t)=constant\,\!} 。
這意味著密度不會因時間而改變：
{\displaystyle {\frac {\partial {\rho }}{\partial {t}}}=0\,\!} ，
而且，密度是均勻的：
{\displaystyle \nabla \rho =0\,\!} 。
從連續方程式，可以推論
{\displaystyle {\frac {D\rho }{Dt}}={\frac {\partial {\rho }}{\partial {t}}}+\mathbf {u} \cdot \nabla \rho =0\implies \nabla \cdot \mathbf {u} =0\,\!} 。
所以，不可壓縮物質的流動永遠是不可壓縮流；但是，反過來推論則不正確。

## 參閱
- 可壓縮流(compressible flow)
- 泊肃叶定律